# Ossie Davis
Ossie Davis, nato Raiford Chatman Davis (Codgell, 18 dicembre 1917 – Miami, 4 febbraio 2005) è stato un attore, regista, sceneggiatore e produttore cinematografico statunitense, nonché scrittore e attivista politico.
Sposato dal 1948 con l'attrice Ruby Dee (con la quale nel 1980 creò, diresse e interpretò la serie televisiva Ossie and Ruby), Ossie Davis recitò in oltre 100 film e ne diresse cinque. Nel 1969 fu candidato al Golden Globe, come miglior attore non protagonista per il suo ruolo nel film Joe Bass l'implacabile, diretto da Sydney Pollack.

## Biografia
Era il figlio di Kince Charles Davis, ingegnere ferroviario, e di Laura Cooper.

### Carriera cinematografica
Ossie Davis debuttò come attore nel 1950, con un ruolo non accreditato in Uomo bianco, tu vivrai!, diretto da Joseph L. Mankiewicz. Dopo aver interpretato alcune serie televisive, nel 1963 fu protagonista di Gone Are the Days!, adattamento della sua opera teatrale Purlie Victorious (1961), che nel 1981 porterà anche sul piccolo schermo.
Nel 1970 debuttò nella regia, dirigendo Pupe calde e mafia nera, un film d'azione che anticipò la blaxploitation: seguiranno altri quattro titoli negli anni settanta. Nel 1988 interpretò un ruolo in Aule turbolente, diretto da Spike Lee, con il quale iniziò un duraturo sodalizio che lo portò ad interpretare altri sei film del regista afroamericano, tra cui il grande successo Fa' la cosa giusta (1989). Nel 1993 affiancò Jack Lemmon e Walter Matthau nel film Due irresistibili brontoloni, dove interpretava un simpatico droghiere amico dei due protagonisti.

### Attivismo politico
Ossie Davis fu anche un attivista politico: insieme alla moglie, l'attrice Ruby Dee, incontrò personalità afroamericane quali Martin Luther King, Malcolm X e Jesse Jackson, e fu uno dei nomi di punta nella lotta per i diritti civili. Al funerale di Malcolm X, Davis lesse l'elogio funebre.
Nel 1995 Davis non partecipò alla Million Man March, la marcia di un milione di uomini afroamericani organizzata da Louis Farrakhan, poiché aveva delle riserve sull'operato di Farrakhan, accusato di essere razzista e misogino. Davis dichiarò: «Credo che la marcia fosse un riconoscimento che il mondo era cambiato. Il mondo che in una certa misura era stato creato da Malcolm veniva occupato da un'altra figura. Il mio legame con Malcolm X non mi permette di essere equo e obiettivo nei confronti di coloro che, in una certa misura, sono suoi detrattori».
Ossie Davis morì per cause naturali, all'età di 87 anni, il 4 febbraio 2005, in una stanza d'hotel a Miami, otto mesi dopo la morte della madre Laura, deceduta il 6 giugno 2004 all'età di 105 anni. Dalla moglie, sposata nel 1948 e con cui rimase fino alla morte, ebbe tre figli: Guy, Nora e Hasna.

## Filmografia parziale

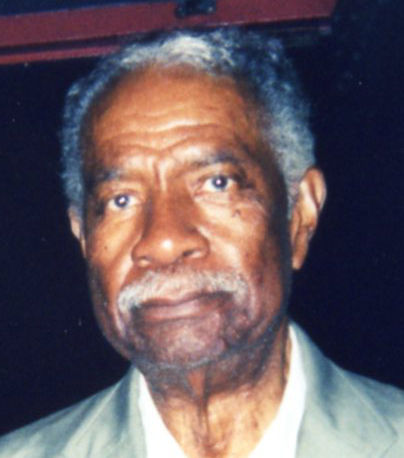
Ossie Davis alla prima di Lei mi odia (2004)

### Attore

#### Cinema
- Uomo bianco, tu vivrai! (No Way Out), regia di Joseph L. Mankiewicz (1950) - non accreditato
- 14ª ora (Fourteen Hours), regia di Henry Hathaway (1951) - non accreditato
- The Joe Louis Story, regia di Robert Gordon (1953) - non accreditato
- Gone Are the Days!, regia di Nicholas Webster (1963)
- Il cardinale (The Cardinal), regia di Otto Preminger (1963)
- Elettroshock (Shock Treatment), regia di Denis Sanders (1964)
- La collina del disonore (The Hill), regia di Sidney Lumet (1965)
- La pelle brucia (A Man Called Adam), regia di Leo Penn (1966)
- Joe Bass l'implacabile (The Scalphunters), regia di Sydney Pollack (1968)
- Sam Whiskey, regia di Arnold Laven (1969)
- Slaves, regia di Herbert J. Biberman (1969)
- Let's Do It Again, regia di Sidney Poitier (1975)
- Countdown at Kusini, regia di Ossie Davis (1976)
- Roba che scotta (Hot Stuff), regia di Dom DeLuise (1979)
- Harry & Son, regia di Paul Newman (1984)
- The House of God, regia di Donald Wrye (1984)
- Angel Killer II - La vendetta (Avenging Angel), regia di Robert Vincent O'Neill (1985)
- Aule turbolente (School Daze), regia di Spike Lee (1988)
- Fa' la cosa giusta (Do the Right Thing), regia di Spike Lee (1989)
- Joe contro il vulcano (Joe Versus the Volcano), regia di John Patrick Shanley (1990)
- Jungle Fever, regia di Spike Lee (1991)
- I gladiatori della strada (Gladiator), regia di Rowdy Herrington (1992)
- Un piedipiatti e mezzo (Cop and ½), regia di Henry Winkler (1993) - non accreditato
- Due irresistibili brontoloni (Grumpy Old Men), regia di Donald Petrie (1993)
- Il cliente (The Client), regia di Joel Schumacher (1994)
- Bus in viaggio (Get on the Bus), regia di Spike Lee (1996)
- Una coppia di scoppiati (I'm Not Rappaport), regia di Herb Gardner (1996)
- Il dottor Dolittle (Doctor Dolittle), regia di Betty Thomas (1998)
- Alyson's Closet, regia di Rick Page - cortometraggio (1998)
- Here's To Life!, regia di Arne Olsen (2000)
- Bubba Ho-Tep - Il re è qui, regia di Don Coscarelli (2002)
- Baadasssss!, regia di Mario Van Peebles (2003)
- Lei mi odia (She Hate Me), regia di Spike Lee (2004)
- Proud, regia di Mary Pat Kelly (2004)

#### Televisione
- La grande avventura (The Great Adventure) – serie TV, episodio 1x06 (1963)
- The Nurses – serie TV, episodio 3x08 (1964)
- I giorni di Bryan (Run for Your Life) – serie TV, episodi 2x11-2x16-2x17 (1966-1967)
- Mistero in galleria (Night Gallery) – serie TV, episodio pilota (1969)
- Bonanza – serie TV, episodio 10x23 (1969)
- Ray Alexander: A Taste for Justice – film TV, regia di Gary Nelson (1994)
- L'ombra dello scorpione (The Stand), regia di Mick Garris – miniserie TV, 4 episodi (1994)
- Il cliente (The Client) – serie TV (1995-1996)
- La parola ai giurati (12 Angry Men), regia di William Friedkin – film TV (1997)
- The L Word - serie TV, 4 episodi (2004-2005)

### Doppiaggio
- Scarpette grosse (The red shoes), regia di Michael Sporn (1990)
- Malcolm X, regia di Spike Lee (1992)
- Dinosauri (Dinosaur), regia di Eric Leighton e Ralph Zondag (2000)

### Regista cinematografico
- Pupe calde e mafia nera (Cotton Comes to Harlem) (1970)
- Kongi's Harvest (1970)
- Black Girl (1972)
- La guerra di Gordon (Gordon's War) (1973)
- Countdown at Cousini (1976)

## Doppiatori italiani
Nelle versioni in italiano delle opere in cui ha recitato, Ossie Davis è stato doppiato da:
- Renato Mori ne Il cliente, Il cliente (serie TV), The L Word
- Glauco Onorato ne Il cardinale, Fa' la cosa giusta
- Sandro Sardone ne L'ombra dello scorpione, La parola ai giurati
- Renato Turi in La collina del disonore
- Gianni Musy ne I gladiatori della strada
- Pino Locchi in Joe Bass l'implacabile
- Corrado Gaipa in Radici - Le nuove generazioni
- Elio Zamuto in Harry & Son
- Riccardo Garrone in Joe contro il vulcano
- Arnoldo Foà in Jungle Fever
- Mario Bardella in Due irresistibili brontoloni
- Ugo Maria Morosi ne Il dottor Dolittle
- Marcello Tusco ne Il sentiero segreto
- Germano Longo in Bubba Ho-Tep
- Giancarlo Padoan in Lei mi odia

Da doppiatore è sostituito da:
- Massimo Lodolo in Scarpette rosse
- Sergio Fiorentini in Dinosauri